# アルト・パラグアイ県
アルト・パラグアイ県（アルト・パラグアイけん、西: Departamento de Alto Paraguay）は、パラグアイの県。面積82,349 km2 (31,795 mi2)、人口（2002年）は15,008人で、県都はフエルテ・オリンポ市。1992年にチャコ県と合併し、かつて1945年まで存在したオリンポ県の形に事実上戻った。

## 自然と国立公園
この県には数多くの大自然が残っている。国立公園も何箇所か存在し、それぞれ特色がある。このうちパラグアイ北部で最も標高の高いセーロ・レオンの丘にあるデフェンソレス・デル・チャコ国立公園は国内で最も大きい国立公園である。公園内にはさまざまな種類のサボテンが乾いた大地に生息している。もう1つ、リオ・ネグロ国立公園はいくつかの小さな湖から成り、県内に棲息する動物の多くを見ることができる。ほかにはコロネル・カブレラ国立公園やチョボレカ国立公園が挙げられるが、いずれも乾燥した地域にある。

## 農業・畜産・森林破壊
県内には人の手の入っていない原生林が広がっている。そのため地価が国内で最も低く、土地が肥沃なこともあって最近では農業や畜産のため開拓が広まっている。年間の降水量は東部がおよそ1200mmと多く、中部はおよそ900mmとまずまずで、西部はおよそ700mmと少ない。開拓農家にとっての最大の悩み事は、この地がまともな道路やインフラ網に乏しいことである。
また、開拓するからにはどうしてもその地に生い茂る原生林を伐採しなければならない。1990年から2010年にかけて、パラグアイの国土に占める森林の割合は世界最高クラスだったが、イギリスの環境保護団体ワールド・ランド・トラストの推計によると2008年の1年間に旧チャコ県だけで少なくとも20万ヘクタールの森林が伐採された。
県内における最も重要な生業は放牧で、原野に牧場をつくって営む集約的なやり方と東部の草原で営まれている従来のやり方の両方とも盛んである。トウキビ、サトウキビ、ナンヨウアブラギリ（2009年1月現在計画段階で、乾燥している西部につくられる予定）などの栽培農業も近頃急速に広まっている。

## 隣接する県
- サンタクルス県
- マットグロッソ・ド・スル州
- コンセプシオン県
- プレシデンテ・アイェス県
- ボケローン県

## 地区および都市
この県は二つの地区に分けられる。
1. フエルテ・オリンポ (Fuerte Olimpo)
2. ラ・ビクトリア (La Victoria) もしくはプエルト・カサド (Puerto Casado)

県内の主要な都市
- フエルテ・オリンポ (Fuerte Olimpo)
- バイア・ネグラ (Bahía Negra)
- プエルト・カサド (Puerto Casado)